# Josef Král (componist)
Josef Král (Pilsen, 14 mei 1860 – Starý Plzenec, 31 augustus 1920) was een Boheems componist en militair kapelmeester.

## Levensloop
Král studeerde muziek aan het Conservatorium van Praag. Na het behalen van zijn diploma's werd hij eerst muzikant in een militaire muziekkapel van het Oostenrijks-Hongaars leger. In 1887 werd hij kapelmeester van de muziekkapel van het Infanterie Regiment nr. 68 "Ritter von Pitreich" in Boedapest en bleef in deze functie tot 1906. Als componist achterliet hij een hele reeks van marsen, dansen en karakterstukken voor harmonieorkest, waarvan de marsen Soldateska, Nach Budapest en Blaue Brigade de bekendste zijn.

## Composities

### Werken voor harmonieorkest
- 91er Regiments-Marsch
- Blaue Brigade (70er Regimentsmarsch)
- Heimkehr-Marsch
- Nach Budapest
- Soldateska